# Rachid Hallet
Pour les articles homonymes, voir Halet.
Rachid Hallet est un homme politique algérien, né en Algérie dans la wilaya de Tizi Ouzou.

## Biographie

### Tizi Ouzou
Rachid Hallet est né en 1952 dans le village d'Ighil Imoula dans la commune de Tizi N'Tleta de la Daïra d'Ouadhia dans la wilaya de Tizi Ouzou.
C'est dans son village natal Ighil Imoula qu'a été dupliquée la Déclaration du 1er novembre 1954 et qui a été fortement touché par la guerre de libération nationale.
Il a vécu les premières années de son enfance dans son village natal.
Il a été marqué pendant la guerre de libération par les ratissages et les regroupements où toute la population était évacuée des villages pour se retrouver à Tizi N'Tleta, un peu plus bas.
Il a assisté aux bombardements du village d'Ighil Imoula qui étaient impressionnants et marquants.
Des gens de sa famille, dont son père, ont été même condamnés à mort par les français.
Ali Zamoum (1933-2004) était alors un proche de la famille Hallet, car la tante paternelle de Rachid était des Zamoum.

### Alger
Rachid Hallet se retrouve ensuite avec son père à Alger où il avait fait toute sa scolarité, car son père était agent au lycée Amara Rachid.
Il a accompli ses études primaires dans une école à Ben Aknoun, puis a vécu à Bab El Oued avec sa famille.
Vers la fin de la guerre de libération nationale, la période des attentats de l'OAS l'avait contraint de quitter avec sa famille la ville d'Alger, après la destruction de sa maison par cette milice, pour se retrouver dans son village natal d'Ighil Imoula en Grande Kabylie jusqu’à la fin des attentats et de la violence de l'Organisation armée secrète.
À l’indépendance nationale, il rejoint Alger pour poursuivre ses études et s’installer avec sa famille.
Il y a passé son examen de 6e et a fait toute sa scolarité à Bab El Oued.
À partir de 1965, Rachid Hallet entame ses études de lycéen au Lycée Émir Abdelkader.
Durant cette période, il a été attiré, en plus de ses études, par plusieurs domaines et activités tel que le sport, la littérature, la
philosophie qui étaient le prolongement des savoirs dispensés par l’école.

### Boumerdès
Après avoir terminé son cursus de médecine, Rachid Hallet est rentré dans la vie professionnelle comme médecin du travail à la SNVI-CVI (ex-SONACOME) à Rouiba avant de rejoindre la polyclinique de Baghlia.
Il s'est installé ensuite comme médecin généraliste dans l'Hôpital de Dellys situé à Dellys dans la wilaya de Boumerdès.

## Parcours politique
Rachid Hallet a adhéré au Front des forces socialistes (FFS) en 1979.
Il est un acteur principal du mouvement du Printemps berbère en 1980.
Il est le seul militant du FFS de 1980 qui est actuellement dans ce parti après l’avoir quitté en 1995 et l'avoir rejoint de nouveau en 2004.
Durant son parcours militant, lors des élections législatives de 1991, Rachid Hallet a été élu comme député du FFS à l'Assemblée populaire nationale (APN) pour la wilaya de Tizi Ouzou.
Lors des élections législatives de 2012, Rachid Hallet a de nouveau été élu comme député du FFS à l'Assemblée populaire nationale (APN) pour la wilaya de Tizi Ouzou,.

## Printemps berbère
Rachid Hallet a été incarcéré lors du Printemps berbère du 20 avril 1980.
Cette incarcération a été faite en compagnie de 23 autres détenus dont Arezki Abboute, Saïd Saadi, Ali Brahimi et Arezki Ait Larbi.
Il a été libéré, après plus de 50 jours de geôle, au mois de juin 1980.

## Instance présidentielle du FFS
Rachid Hallet est membre de l'Instance présidentielle du FFS depuis le cinquième congrès tenu en 2013.
Le Front des forces socialistes (FFS) avait élu le 25 mai 2013, au troisième et dernier jour des travaux de son 5e congrès, sa nouvelle direction formée d'une instance présidentielle composée de cinq membres que sont Mohand Amokrane Cherifi, Ali Laskri, Rachid Hallet, Aziz Baloul et Saïda Ichalamène.
Les 1044 congressistes du parti avaient élu à la majorité écrasante, dans un vote à main levée, l'unique liste proposée à la candidature pour la constitution de l'instance présidentielle et comportant les noms cités, dont Rachid Hallet,.
En décembre 2016, Hallet est exclu du FFS et donc de l'instance présidentielle. Il conteste cette exclusion qu'il juge contraire aux statuts du parti et dénonce le « putsch » de trois autres membres de l'instance : Ali Laskri, Mohand Amokrane Cherifi et Aziz Baloul.

## Comité d'éthique du FFS
Les congressistes du FFS ont validé en 2013 les clauses du nouveau règlement intérieur en conformité avec la situation politique et les principes du parti.
Ce nouveau règlement intérieur a institué un comité d'éthique présidé par Mohand Amokrane Cherifi secondé par Rachid Hallet.

### Vidéo
- [vidéo] « Table ronde du FFS sur le développement local », sur YouTube.